# لي فيرنون مكنيل
لي فيرنون مكنيل (بالإنجليزية: Lee McNeill)‏ هو منافس ألعاب قوى أمريكي، ولد في 2 ديسمبر 1964 في لومبيرتون في الولايات المتحدة.

## وصلات خارجية
- لي فيرنون مكنيل على موقع الاتحاد الدولي لألعاب القوى (الإنجليزية)
- لي فيرنون مكنيل على موقع أوليمبيديا (الإنجليزية)